# Barrio de la Villa de Bocairente
El barrio de la Villa de Bocairente (Valencia, España) constituye el núcleo antiguo medieval de esta ciudad. Ocupa la parte alta del cerro donde se asienta la localidad. Lo constituye un entramado de calles empinadas, retorcidas y escalonadas que se adaptan un terreno con fuertes desniveles en la conexión de la cima del cerro con la ladera. Dentro de este barrio medieval se distinguen otros barrios, como el de San Pedro, el de San Juan, el de la Virgen de Agosto o el de la Virgen de los Desamparados.
Debido a su buena conservación, este barrio fue declarado Conjunto Histórico Artístico de carácter nacional, con número de anotación ministerial R-I-53-0000189.

## Descripción
Las calles del barrio medieval son estrechas y tortuosas, algunas de ellas con escalinatas empinadas y plazoletas superpuestas. Muchas de las casas están asentadas en la roca. En la parte superior está la Iglesia Parroquial de la Asunción de Nuestra Señora, en cuyo solar estuvo hasta principios del siglo XVI el castillo. Destacan las calles curvas, los callejones sin salida y las estructuras de origen islámico.
La variada topografía de la urbe bocairentina genera que las parcelas presenten una diversidad amplia. Las viviendas pueden tener doble orientación, además de una sola fachada. Esto mantiene una relación de dependencia con su posición con respecto a la rasante de la calle, según esta se localice a mayor o menor altura que la edificación.
Las plantas de las casas también son de diversos tipos. Por lo general, el hogar se sitúa en la planta baja, los dormitorios en el piso principal, y en la superior hay una cámara bajo cubierta con pequeñas aberturas hacia el exterior. El tejado es a dos aguas, con teja y una cornisa al modo de alero. Los huecos de las fachadas son de un tamaño que disminuye al aumentar su altura sobre la vía pública. Las viviendas tienen entre dos y cuatro plantas, pero son más habituales las de tres, con una gradación de vanos de puerta-balcón-ventana en orden ascendente. Predomina el macizo sobre el hueco, ya que se tratan de muros muy gruesos. Las paredes son de tapial combinado con sillares en las esquinas, que constituyen un elemento indicador de la calidad de la fábrica del muro.
Las ventanas, por lo general con nula ornamentación, se disponen de forma arbitraria, con muy pocas excepciones. Las puertas son de grandes dimensiones, excepto en viviendas de carácter muy popular, con jambas y dintel recto, ambos de sillería enrasados en la fachada. También hay ejemplos con arcos de medio punto y algún arco rebajado. Los balcones que aparecen en las primeras plantas son de escaso vuelo, realizados en hierro o en madera. Los vanos presentan carpintería de madera de doble hoja, que se sitúa la parte interior del hueco.
Destacan las cornisas de dos voladas de ladrillo macizo, que a veces se decoran adoptando forma de punta de diamante.
La calle Alcalde fue una de las más importantes de la Edad Media, lo que se pone de manifiesto en el número de casas señoriales que tiene. En esta misma calle se encuentra una hornacina con forma de ventana, que conmemora la predicación de San Vicente Ferrer en 1412.
La antigua casa consistorial está en la placilla de la prisión. También se encuentra en esta plaza la “Casa del Alcalde” del siglo XVI, con un balcón y puerta de módulo castellano, cornisa mudéjar y una ventana partida por un mainel de influencia toscana. Otras calles presentan un marcado estilo árabe.
Hay numerosas fuentes, la mayoría de ellas construidas a lo largo del siglo XVIII, como la Fuente de la escalerita o la del Almaguer. Incluso es posible encontrar un aljibe medieval, excavado en la roca, todavía hoy utilizado, para la canalización del riego de la partida de les Solanetes.
Existía una muralla para defender la villa que no estaba presente en todo su perímetro, sino sólo en aquellos lugares donde la orografía lo hacía necesario. Para acceder al recinto amurallado existían varias puertas de acceso. La única que permanece en pie es la de la Virgen de Agosto, encima de la que se ubica la ermita de la Virgen de Agosto. El Puente de “Detrás la Vila”, uno de los más importantes del medievo, el Portal de San Blas y el Pórtico de la “Calzada excusada” servían también para entrar en la villa, aunque han sufrido transformaciones.
En el interior del Barrio medieval se edificaron diferentes ermitas, como la Ermita del Santísimo Cristo, la Ermita de San Antonio, la Ermita de la Virgen de Agosto, la Ermita de San Jaime el Mayor, la Ermita de San Juan Bautista y la Iglesia Parroquial de la Asunción de Nuestra Señora. En cuanto a los edificios civiles, destacan el antiguo Ayuntamiento, el Museo Arqueológico y la Casa del Barón de Casanova.